# Stylobat

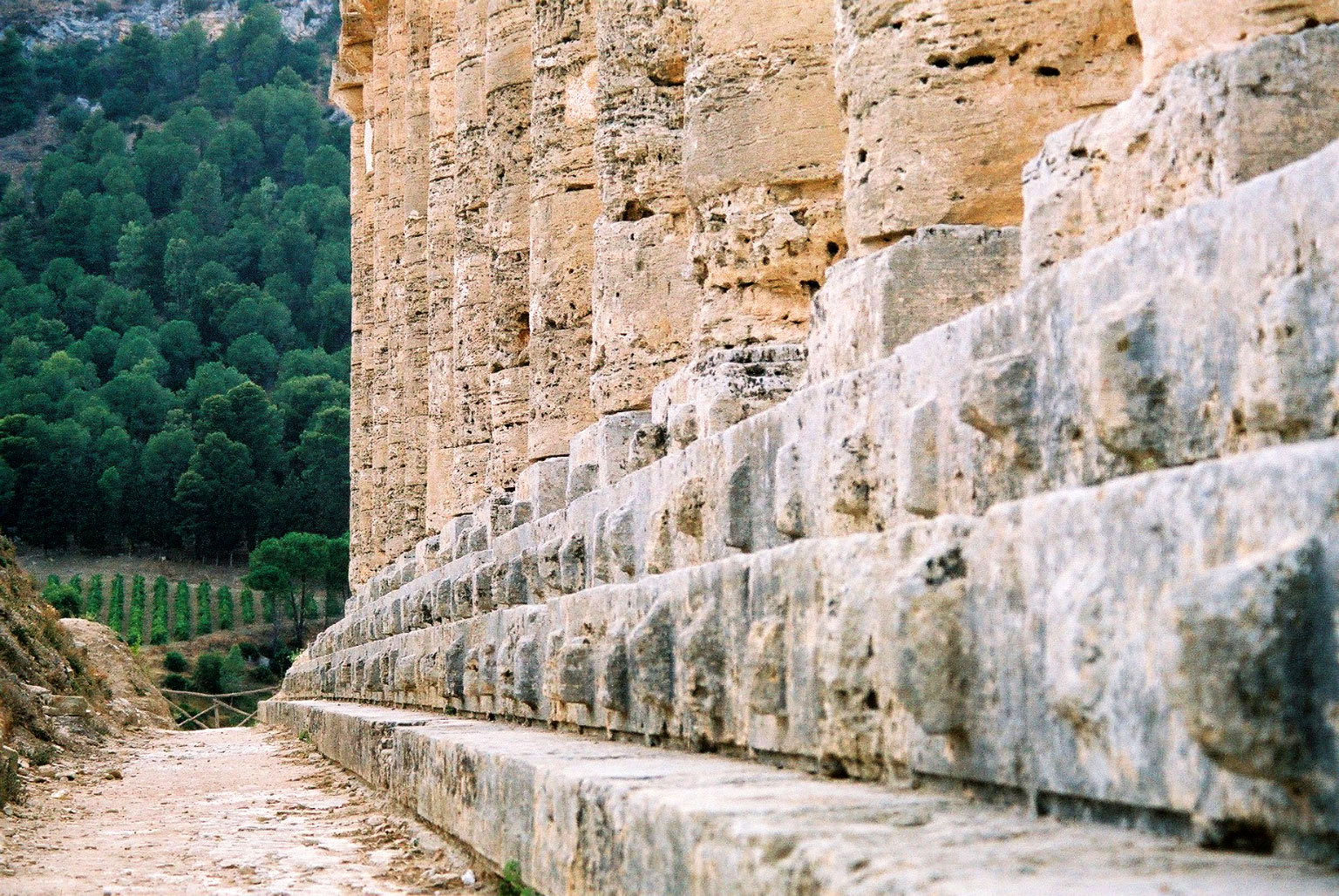
Stylobaten är det översta steget.

Stylobat, det översta steget på underbyggnaden till ett grekiskt tempel. Termen kan även användas om den baskonstruktion som en kolonnad står på.
Krepidoma är det grekiska templets murade underbyggnad, omgiven av kolossala trappsteg, vanligen tre till antalet. Den inre kärnan av denna underbyggnad hette stereobat, dess översta plan, från vilken kolonnerna (styloi) och väggarna reste sig, kallades stylobat.